# Waltheria aspera
Waltheria aspera är en malvaväxtart som beskrevs av Karl Moritz Schumann. Waltheria aspera ingår i släktet Waltheria och familjen malvaväxter. Inga underarter finns listade i Catalogue of Life.